# Béléné (obchtina)
Pour les articles homonymes, voir Béléné.
Béléné (bulgare : Белене) est une obchtina de l'oblast de Pleven en Bulgarie.  Elle est située sur la rive sud du Danube, le long de la frontière avec la Roumanie. 